# Kander (Schweiz)
 For alternative betydninger, se Kander. (Se også artikler, som begynder med Kander)
Kander er en flod i Schweiz. Den er omkring 44 km lang og har et afvandingsområde på 1.126 km². Oprindeligt var det en biflod til Aare, med et sammenløb nedenfor byen Thun, siden 1714 har den udmundet i Thunersee ovenfor byen. Dalen som floden løber i gennem kendes som Kandertal eller i specifikke dele som Gastertal eller Frutigtal.
- Wikimedia Commons har flere filer relateret til Kander (Schweiz)

46°27′53″N 7°45′54″Ø / 46.4647°N 7.765°Ø